# Manifest der 93
An die Kulturwelt!, bekannt als Manifest der 93, war ein Manifest, das im September 1914 von Ludwig Fulda als Schriftführer verfasst, von 93 Wissenschaftlern, Künstlern und Schriftstellern Deutschlands unterzeichnet und im Oktober 1914 veröffentlicht wurde. Das Manifest richtet sich in erster Linie an die im Ersten Weltkrieg noch neutralen Staaten und bestreitet die Vorwürfe, welche die Kriegsgegner gegen Deutschland erhoben.

## Geschichte
Im Zuge des deutschen Einmarsches in das neutrale Belgien bei Beginn des Ersten Weltkrieges war es zu zahlreichen Übergriffen deutscher Militärs auf die belgische Zivilbevölkerung gekommen. Der deutsche Vormarsch stand unter erheblichem Zeitdruck, da das strategische Konzept des Schlieffen-Plans die militärische Niederwerfung Frankreichs in kürzester Zeit vorsah, um anschließend gegen die russische Offensive im Osten vorgehen zu können. Vielfach reagierten deutsche Militärs drastisch auf tatsächliche oder vermeintliche Sabotageakte belgischer Zivilpersonen. Dabei kamen insgesamt mehrere Tausend belgische Zivilisten zu Tode (Rape of Belgium). Besondere Bestürzung bis Empörung erregte auch im neutralen Ausland die Zerstörung der Universitätsstadt Löwen, als unter anderem ein unersetzlicher Bestand an mittelalterlichen Büchern und Handschriften der Universitätsbibliothek Löwen in Flammen aufging. Die deutschen Armeen wurden daher vor allem im angelsächsischen Raum als kulturzerstörende Barbaren und „Hunnen“ porträtiert.
Als Reaktion auf diese alliierten Vorwürfe beschlossen führende deutsche Publizisten und Intellektuelle ein Manifest abzufassen, in dem die Vorwürfe als ungerechtfertigt und die deutschen Maßnahmen als Selbstverteidigung in Notwehr dargestellt wurden. Der Tenor des Manifestes widerspiegelt die nationalistisch erregte Stimmung des Augusterlebnisses.
Hinsichtlich der Anzahl der Unterzeichner, aber auch der Radikalität der Aussagen wurde das Manifest von der Erklärung der Hochschullehrer des Deutschen Reiches mit mehr als 3000 Unterzeichnern vom 16. Oktober 1914 noch übertroffen.
Der Aufruf wurde vom Kaufmann Erich Buchwald angeregt, der über diese Angelegenheit schon mit dem Schriftsteller Hermann Sudermann geredet hatte. An der Vorbereitung waren neben verschiedenen Wissenschaftlern und Schriftstellern auch Vertreter des Außenministeriums, der Chef des Nachrichtenbüros des Reichsmarineamtes Heinrich Löhlein und andere der Politik nahestehende Persönlichkeiten beteiligt. Ludwig Fulda verfasste schließlich das Manifest in sprachlicher Anlehnung an die 95 Thesen von Martin Luther.
Die Initiatoren warben seit dem 19. September 1914 persönlich und telegraphisch um Unterstützer. Das Spektrum der Unterzeichner war breit gestreut. Bekannte Pazifisten wie Albert Einstein, Friedrich Wilhelm Foerster (Sohn Wilhelm Foersters) oder Hermann Hesse wurden indes erst gar nicht gefragt. Viele der Unterzeichner, vor allem Mitglieder des Goethe-Bundes, unterzeichneten wohl, ohne den Text gekannt zu haben. So distanzierte sich etwa Lujo Brentano sehr bald öffentlich von dem Aufruf, mit der Angabe, er habe den Text bei Zusage der Zustimmung nicht gekannt. Auch Max Planck machte später seine Distanzierung geltend, hatte aber etwa zwei Wochen später (wie etwa Otto Hahn) auch die Erklärung der Hochschullehrer unterzeichnet.
Die Veröffentlichung erfolgte in allen großen Zeitungen Deutschlands.

## Wortlaut
„An die Kulturwelt! Ein Aufruf
Wir als Vertreter deutscher Wissenschaft und Kultur erheben vor der gesamten Kulturwelt Protest gegen die Lügen und Verleumdungen, mit denen unsere Feinde Deutschlands reine Sache in dem ihm aufgezwungenen schweren Daseinskampfe zu beschmutzen trachten. Der eherne Mund der Ereignisse hat die Ausstreuung erdichteter deutscher Niederlagen widerlegt. Um so eifriger arbeitet man jetzt mit Entstellungen und Verdächtigungen. Gegen sie erheben wir laut unsere Stimme. Sie soll die Verkünderin der Wahrheit sein.

Es ist nicht wahr, daß Deutschland diesen Krieg verschuldet hat. Weder das Volk hat ihn gewollt noch die Regierung noch der Kaiser. Von deutscher Seite ist das Äußerste geschehen, ihn abzuwenden. Dafür liegen der Welt die urkundlichen Beweise vor. Oft genug hat Wilhelm II. in den 26 Jahren seiner Regierung sich als Schirmherr des Weltfriedens erwiesen; oft genug haben selbst unsere Gegner dies anerkannt. Ja, dieser nämliche Kaiser, den sie jetzt einen Attila zu nennen wagen, ist jahrzehntelang wegen seiner unerschütterlichen Friedensliebe von ihnen verspottet worden. Erst als eine schon lange an den Grenzen lauernde Übermacht von drei Seiten über unser Volk herfiel, hat es sich erhoben wie ein Mann.

Es ist nicht wahr, daß wir freventlich die Neutralität Belgiens verletzt haben. Nachweislich waren Frankreich und England zu ihrer Verletzung entschlossen. Nachweislich war Belgien damit einverstanden. Selbstvernichtung wäre es gewesen, ihnen nicht zuvorzukommen.

Es ist nicht wahr, daß eines einzigen belgischen Bürgers Leben und Eigentum von unseren Soldaten angetastet worden ist, ohne daß die bitterste Notwehr es gebot. Denn wieder und immer wieder, allen Mahnungen zum Trotz, hat die Bevölkerung sie aus dem Hinterhalt beschossen, Verwundete verstümmelt, Ärzte bei der Ausübung ihres Samariterwerkes ermordet. Man kann nicht niederträchtiger fälschen, als wenn man die Verbrechen dieser Meuchelmörder verschweigt, um die gerechte Strafe, die sie erlitten haben, den Deutschen zum Verbrechen zu machen.

Es ist nicht wahr, daß unsere Truppen brutal gegen Löwen gewütet haben. An einer rasenden Einwohnerschaft, die sie im Quartier heimtückisch überfiel, haben sie durch Beschießung eines Teils der Stadt schweren Herzens Vergeltung üben müssen. Der größte Teil von Löwen ist erhalten geblieben. Das berühmte Rathaus steht gänzlich unversehrt. Mit Selbstaufopferung haben unsere Soldaten es vor den Flammen bewahrt. – Sollten in diesem furchtbaren Kriege Kunstwerke zerstört worden sein oder noch zerstört werden, so würde jeder Deutsche es beklagen. Aber so wenig wir uns in der Liebe zur Kunst von irgend jemand übertreffen lassen, so entschieden lehnen wir es ab, die Erhaltung eines Kunstwerks mit einer deutschen Niederlage zu erkaufen.

Es ist nicht wahr, daß unsere Kriegführung die Gesetze des Völkerrechts mißachtet. Sie kennt keine zuchtlose Grausamkeit. Im Osten aber tränkt das Blut der von russischen Horden hingeschlachteten Frauen und Kinder die Erde, und im Westen zerreißen Dumdumgeschosse unseren Kriegern die Brust. Sich als Verteidiger europäischer Zivilisation zu gebärden, haben die am wenigsten das Recht, die sich mit Russen und Serben verbünden und der Welt das schmachvolle Schauspiel bieten, Mongolen und Neger auf die weiße Rasse zu hetzen.

Es ist nicht wahr, daß der Kampf gegen unseren sogenannten Militarismus kein Kampf gegen unsere Kultur ist, wie unsere Feinde heuchlerisch vorgeben. Ohne den deutschen Militarismus wäre die deutsche Kultur längst vom Erdboden getilgt. Zu ihrem Schutz ist er aus ihr hervorgegangen in einem Lande, das jahrhundertelang von Raubzügen heimgesucht wurde wie kein zweites. Deutsches Heer und deutsches Volk sind eins. Dieses Bewußtsein verbrüdert heute 70 Millionen Deutsche ohne Unterschied der Bildung, des Standes und der Partei.
Wir können die vergifteten Waffen der Lüge unseren Feinden nicht entwinden. Wir können nur in alle Welt hinausrufen, daß sie falsches Zeugnis ablegen wider uns. Euch, die Ihr uns kennt, die Ihr bisher gemeinsam mit uns den höchsten Besitz der Menschheit gehütet habt, Euch rufen wir zu:

Glaubt uns! Glaubt, daß wir diesen Kampf zu Ende kämpfen werden als ein Kulturvolk, dem das Vermächtnis eines Goethe, eines Beethoven, eines Kant ebenso heilig ist wie sein Herd und seine Scholle.
Dafür stehen wir Euch ein mit unserem Namen und mit unserer Ehre!“

## Unterzeichner
1. Adolf von Baeyer
2. Peter Behrens
3. Emil Adolf von Behring
4. Wilhelm von Bode
5. Alois Brandl
6. Lujo Brentano
7. Justus Brinckmann
8. Johannes-Ernst Conrad
9. Franz Defregger
10. Richard Dehmel
11. Adolf Deißmann
12. Wilhelm Dörpfeld
13. Friedrich von Duhn
14. Paul Ehrlich
15. Albert Ehrhard
16. Carl Engler
17. Gerhard Esser
18. Rudolf Christoph Eucken
19. Herbert Eulenberg
20. Heinrich Finke
21. Emil Fischer
22. Wilhelm Foerster
23. Ludwig Fulda
24. Eduard Gebhardt
25. Johann Jacobus Maria de Groot
26. Fritz Haber
27. Ernst Haeckel
28. Max Halbe
29. Adolf von Harnack
30. Carl Hauptmann
31. Gerhart Hauptmann
32. Gustav Hellmann
33. Wilhelm Herrmann
34. Andreas Heusler
35. Adolf von Hildebrand
36. Ludwig Hoffmann
37. Engelbert Humperdinck
38. Leopold Graf von Kalckreuth
39. Arthur Kampf
40. Friedrich August von Kaulbach
41. Theodor Kipp
42. Felix Klein
43. Max Klinger
44. Alois Knoepfler
45. Anton Koch
46. Paul Laband
47. Karl Lamprecht
48. Philipp Lenard
49. Maximilian Lenz
50. Max Liebermann
51. Franz von Liszt
52. Karl Ludwig Manzel
53. Joseph Mausbach
54. Georg von Mayr
55. Sebastian Merkle
56. Eduard Meyer
57. Heinrich Morf
58. Friedrich Naumann
59. Albert Neisser
60. Walther Hermann Nernst
61. Wilhelm Ostwald
62. Bruno Paul
63. Max Planck
64. Albert Plehn
65. Georg Reicke
66. Max Reinhardt
67. Alois Riehl
68. Carl Robert
69. Wilhelm Röntgen
70. Max Rubner
71. Fritz Schaper
72. Adolf Schlatter
73. August Schmidlin
74. Gustav von Schmoller
75. Reinhold Seeberg
76. Martin Spahn
77. Franz von Stuck
78. Hermann Sudermann
79. Hans Thoma
80. Wilhelm Trübner
81. Karl Gustav Vollmoeller
82. Richard Voß
83. Karl Vossler
84. Siegfried Wagner
85. Heinrich Wilhelm Waldeyer
86. August von Wassermann
87. Felix von Weingartner
88. Theodor Wiegand
89. Wilhelm Wien
90. Ulrich von Wilamowitz-Moellendorff
91. Richard Willstätter
92. Wilhelm Windelband
93. Wilhelm Wundt

## Rezeption

Destroy This Mad Brute – Enlist, US-Propagandaplakat von 1917, das Deutschland als wilde Bestie zeichnet. Der Knüppel ist in Anspielung auf das Manifest der 93 mit „Kultur“ beschriftet.

Dem Manifest wurde als Mittel der Propaganda im Ersten Weltkrieg im In- und Ausland eine beachtliche Aufmerksamkeit zuteil. Es galt Kritikern als ein Beispiel für eine arrogante und naive Selbstüberschätzung der damaligen deutschen Intellektuellen.
Im Inland trug der Aufruf zur allgemeinen Kriegsbegeisterung in Deutschland bei (und war auch Folge derselben). Die Begründung des Krieges mit dem Begriff der Kultur wurde allgemein als Ausdruck eines nationalen „Sonderwegsbewusstseins“ wahrgenommen („Am deutschen Wesen soll die Welt genesen“).
Demgegenüber fanden deutsche Gegendarstellungen kaum Beachtung. Die angebliche Gegendarstellung in Ludwig Steins Zeitschrift Nord und Süd mit der Unterschrift von etwa vierzig Persönlichkeiten hat es nie gegeben. Der von Georg Friedrich Nicolai um die gleiche Zeit verfasste „Aufruf an die Europäer“ wurde lediglich von Albert Einstein, Otto Buek und Wilhelm Foerster (der damit seine vorige Unterstützung des Manifests der 93 zurücknahm) unterzeichnet, während die überwiegende Mehrheit der Angeschriebenen es ablehnte, ihn öffentlich zu unterstützen, so dass Nicolai auf eine umgehende Veröffentlichung in Deutschland verzichtete.
Erwartungsgemäß bestenfalls kühl-distanziert reagierte man auf das Manifest in den neutralen Niederlanden, in Schweden und in den USA. Kaum beeindruckt zeigte sich die Öffentlichkeit in Großbritannien. Britische Wissenschaftler veröffentlichten am 21. Oktober 1914 ihre Antwort an die deutschen Professoren. Den Hass auf Deutschland verstärkt hat der Aufruf in Frankreich.
Der französische Ministerpräsident Georges Clemenceau bezeichnete im Dezember 1918 die Erklärung der 93 als das schlimmste deutsche Kriegsverbrechen, schlimmer als die Verwüstungen Frankreichs und die Verschleppung von Zivilisten.